# Unheimliche Begegnungen
Unheimliche Begegnungen ist eine in Schwarz-Weiß produzierte Mystery-Fernsehserie des Südwestfunks, die von 1955 bis 1957 ausgestrahlt wurde.

## Konzept
Werke bekannter Autoren wie Friedrich von Schiller, Albrecht Schaeffer, Frank Heller und Erckmann-Chatrian wurden als Vorlagen für die Drehbücher dieser Serie verwendet, in der folgenschwere und teils unheimliche Begegnungen verschiedener Menschen geschildert werden. Alle Episoden wurden live gespielt und gesendet. Die Handlungen der Folgen sind in sich abgeschlossen und mit wechselnden Schauspielern besetzt.

## Schauspieler und Rollen
Namhafte Darsteller wie Horst Frank, Jürgen Goslar, Gert Westphal, Werner Nippen und Wilhelm Kürten kamen in den verschiedenen Episoden zum Einsatz.

## Episoden
| Folge | Titel                                 | Buchvorlage            | Ausstrahlung      |
| ----- | ------------------------------------- | ---------------------- | ----------------- |
| 1     | Das geheimnisvolle Bild               | Erckmann-Chatrian      | 26. November 1955 |
| 2     | Rendezvous mit dem Grauen             | Frank Heller           | 7. Februar 1956   |
| 3     | Der Geisterseher                      | Friedrich von Schiller | 10. April 1956    |
| 4     | Der Fingerzeig                        | Albrecht Schaeffer     | 7. Mai 1956       |
| 5     | Das Präludium                         | Albrecht Schaeffer     | 7. Juni 1956      |
| 6     | Mr. Parfitts aufregendes Steckenpferd | Edward I. Mason        | 12. Juli 1957     |